# Diplectrona tohokuensis
Diplectrona tohokuensis är en nattsländeart som beskrevs av Kobayashi 1973. Diplectrona tohokuensis ingår i släktet Diplectrona och familjen ryssjenattsländor. Inga underarter finns listade i Catalogue of Life.